# Sjöförsvarsdepartementet
Sjöförsvarsdepartementet var ett svenskt departement åren 1840-1920. Sjöförsvarsdepartementet tillkom vid den reform av det då kungliga regeringskansliet som genomfördes den 16 maj 1840 och upphörde den 30 juni 1920 då det uppgick i det nyinrättade försvarsdepartementet.

## Expeditionschefer i Kungliga Sjöförsvarsdepartementet
- Sven Vilhelm Gynther (1840–1848)
- Curt Fredrik Meinander (1848–1855, till 1852 tillförordnad)
- Malcolm von Schantz (1855–1869)
- Fredrik Reinhold Lorichs (1869–1870)
- Carl Nordenfalk (1870–1882)
- Rudolf Emil Eckerström (1882–1895)
- Carl Johan Wall (1895–1903)
- Carl Hederstierna (1903–1905)
- Vakant (1905–1906)
- Henrik Wolff (1906–1908)
- Eugen Björklund (1908–1909)
- Erik Planting-Gyllenbåga (1909–1915)
- Abraham Unger  (1915–1920)[1]